# 調查委員會 (香港)
調查委員會（英語：Commission of Inquiry, IoC）又稱法定獨立調查委員會，由香港特別行政區行政長官會同行政會議按香港法例第86章 《调查委员会条例》任命，屬於國際上通行的皇家委員會（Royal commission，又稱調查委員會）的一種變體。在行政長官會同行政會議圈定的職權範圍内，該委員會可以調查任何公共机构的经营或管理、任何公职人员的行为或其认为与公众有重大关系的任何事宜。一般來説，調查委員會的主席職務由榮休法官擔綱；調查委員會僅接受來自行政長官會同行政會議的指示。委員會有權檢視各類證據、有關機構的文件檔案；強力傳召證人參與聆訊。根據以上授權，委員會的調查程序系一司法程序，因此有關抵觸委員會調查的行爲，會被視藐視罪，由委員會進行懲處。
於港英時期，當時的總督會同行政局曾引用《調查委員權力法例》設立「1966年九龍騷動調查委員會」，用以調查1966年4月所發生的天星小輪加價騷亂。而在1968年至1997年間，當時的總督會同行政局亦曾引用香港法例第86章《調查委員會條例》就1968年石崗看台倒塌事件、1971年珍寶海鮮舫大火、1972年「六一八雨災」、1973年葛柏貪污潛逃事件、1993年蘭桂坊慘劇及1996年嘉利大廈大火等11項事故成立具法定傳召權力的調查委員會。
香港主權移交後，特區政府共成立了5次該類委員會，分別調查香港國際機場貨運混亂（新機場調查委員會，1998年）、香港教育學院風波（與香港教育學院有關的指控調查委員會，2007年）、南丫島撞船事故（2012年10月1日南丫島附近撞船事故調查委員會，2012年）、鉛水事件（食水含鉛超標調查委員會，2015年）、沙中線問題（沙田至中環線項目紅磡站擴建部分及其鄰近的建造工程調查委員會，2018年）。

## 任命與指示
按照調查委員會條例第2條及第3條，行政長官會同行政會議，將會任命一名或多名委員組成委員會，同時爲了委員會事務的運作，還會委任秘書及委員會法律顧問協助。有關委任需在憲報公告之。
| 调查委员会条例 2.(1)行政長官會同行政會議可委任一名或多於一名委員(以下稱為委員會)，調查任何公共機構的經營或管理、任何公職人員的行為或其認為與公眾有重大關係的任何事宜。 |

行政長官會同行政會議可就調查標的，訂定委員會的報告截止提交日期、職權範圍，同時在不損害委員會權力的情況下，取得認爲是恰當的特定人士口供和文檔或使得某些研訊置於非公開下進行。

## 委員會權力
調查委員會在調查事件上具有相當大的權力，包括傳召證人參與研訊、視察一切委員會認爲有必要審閲的文件及檔案、發出手令搜查檢取物品，並將得到警方和法院執達吏的協助。爲了調查工作的進行，依照法例調查委員會具有法官的權力，可以發出逮捕令逮捕拒絕出席聆訊的人士、搜查手令，及懲罰犯藐視委員會的有關人等。
| 调查委员会条例 10.為強制執行任何已施加的罰款的繳付，或為使任何逮捕令或監禁刑罰得以執行，或為其他類似目的，委員會具有法官的權力。在行使該等權力時及為發出手令、傳召任何人及行使其他類似權力，主席可以委員會名義作出一切必要的作為。 |

## 對委員會和證人的保護
為保護委員會的委員，委員享有不被任何法律程序針對的豁免權；出席委員會的各類法律代表，享有如同他們在原訟法庭有的豁免權。出席委員會作證的人，毋須為他在該委員會的作證，在其他的民事或刑事訴訟中負上法律責任，也即，此等證詞與其它的證據一樣，享有法律上的絕對特權。

## 評價及作用
各屆特區政府均高度評價委員會的調查結果，感謝委員會的工作，吸納調查報告指出的問題與建議，認爲有助於防止日後工作重蹈同類的錯失。
据調查委員會條例第4條(1)(b)，委員會可傳召一切認爲有必要作供的人物，針對香港國際機場混亂的事件，委員會就傳召了包括時任政務司司長陳方安生、民航處處長在内的數名政府高官。於教院風波中，政府官員遭人指稱干涉大學學術自由及院校自主，調查報告認定前教育統籌局常任秘書長羅范椒芬有向教員表達意見。報告出爐當天，時任廉政專員的羅范即選擇辭職。

## 2019年反逃犯条例運動
成立獨立調查委員會是2019年香港反修例運動中的五大訴求之一，運動支持者一直要求政府成立獨立調查委員會以調查警隊在運動期間的濫暴及失職事件，該要求一直被警方堅決反對。2019年11月26日，香港行政長官林鄭月娥表示會考慮成立「獨立檢討委員會」，但不包括調查警方，被民間記者會批評是混淆視聽。
香港終審法院前首席大法官李國能贊成徹查，認為若沒有獨立調查，市民對警察的不滿很可能繼續加劇。香港大学社会科学学院讲师丘梓勤批評林鄭月娥錯判民情，管治威信無存，建議她下台。香港政府亦被指「蓄意孤立香港年青人，決意與一整代年輕人為敵」。香港建制派議員不滿被政府脅持要支持草案，事後淪輿論箭靶。2020年1月，香港大律師公會再次促請政府成立獨立調查委員會。
對於政府的不作為，香港民間自發針對警暴問題作出調查，並於2019年10月推出一共300頁的《香港警隊的法定權力及監管調查報告書》。
2019年香港反送中運動裏爆發了香港中文大學衝突，香港警察攻進了香港的知名學府中文大學，香港監察發起了學術界聯署，讉責香港警察的暴力行為，並促請香港政府捍衛學術自由以及成立獨立調查委員會。參與的知名學者包括諾姆·杭士基、齊澤克、朱迪斯·巴特勒、扬尼斯·瓦鲁法基斯、羅拔·彼得·佐治和史迪芬·平克。